# Mutišov
Mutišov (německy Mutischen) je malá vesnice, část města Slavonice v okrese Jindřichův Hradec v Jihočeském kraji. Leží asi dva kilometry severovýchodně od Slavonic. Leží v nadmořské výšce 496 metrů.

## Historie
Poprvé se ves připomíná v písemných pramenech v roce 1365,[zdroj?] ale uvádí se také rok 1378. Roku 1386 koupil tvrz a ves v Mutišově Konrád Krajíř z Krajku. Majitelé se až do roku 1610 často střídali, až v roce 1610 je při prodeji dačického panství Vilému Dubskému z Třebomyslic uváděn také Mutišov. Ves pak sdílela osudy dačického panství až do roku 1849. Podle Tereziánského katastru moravského bylo ve vsi 17 sedláků, kteří pracovali se 2 voly 5 dnů, 1 čtvrtláník se 2 voly 3 dny a 5 čtvrtláníků s pěší robotou 3 dny v týdnu. Sedlák měl navíc v létě pěší robotu 5 dní v týdnu. V roce 1843 v Mutišově žilo podle vceňovacího operátu 199 obyvatel, z toho 97 mužů a 102 žen ve 40 domech a 46 domácnostech. Z nich se 28 živilo zemědělstvím a 1 se živil živností (kovář). Mimo to bylo ve vsi 17 nádeníků. Chovalo se zde 100 volů, 48 krav a 141 obyčejných ovcí. Desátky se odváděly panství Dačice a faře v Cizkrajově. Na týdenní sobotní trhy se z Mutišova jezdilo do Dačic a na pondělní do Slavonic.

## Obyvatelstvo
| Rok            | 1869 | 1880 | 1890 | 1900 | 1910 | 1921 | 1930 | 1950 | 1961 | 1970 | 1980 | 1991 | 2001 | 2011 | 2021 |
| -------------- | ---- | ---- | ---- | ---- | ---- | ---- | ---- | ---- | ---- | ---- | ---- | ---- | ---- | ---- | ---- |
| Počet obyvatel | 173  | 155  | 145  | 132  | 141  | 166  | 163  | 142  | 123  | 107  | 88   | 57   | 66   | 59   | 55   |
| Počet domů     | 41   | 41   | 37   | 38   | 38   | 39   | 39   | 37   | 28   | 25   | 24   | 28   | 29   | 30   | 29   |

## Obecní správa
Mutišov byl samostatnou obcí a do roku 1849 byl součástí panství Dačice v Jihlavském kraji. V letech 1850 až 1855 byl podřízen politické pravomoci Podkrajského úřadu v Dačicích. Po vzniku smíšených okresních úřadů s politickou a soudní pravomocí byl v letech 1855 až 1868 podřízen Okresnímu úřadu v Dačicích. Když byly v roce 1868 veřejná správa a soudnictví opět odděleny, vrátil se pod politickou pravomoc Okresního hejtmanství v Dačicích, od roku 1919 okresní správy politické a od roku 1928 okresního úřadu v Dačicích. Od roku 1911 do roku 1938 byl podřízen Okresnímu soudu ve Slavonicích. Po okupaci pohraničí nacistickým Německem byl od října 1938 do května 1945 podřízen Landratu ve Waidhofenu an der Thaya, říšská župa Dolní Dunaj a v soudnictví Amtsgerichtu ve Slavonicích. Po osvobození v květnu 1945 náležel pod Okresní národní výbor v Dačicích a v jeho rámci od roku 1949 pod nově zřízený Jihlavský kraj. Po územní reorganizaci v polovině roku 1960 byl Mutišov s moravským Slavonickem začleněn pod správní okres Jindřichův Hradec. V roce 1964 byl Mutišov v rámci integrace obcí sloučen se Slavonicemi. Po zrušení Okresního úřadu v Jindřichově Hradci spadá od roku 2003 pod pověřený Městský úřad v Dačicích.

## Doprava
Do Mutišova vede odbočka ze silnice II/406. Podél východního okraje vesnice vede železniční trať Kostelec u Jihlavy – Slavonice, na které se nachází zastávka Mutišov.

## Pamětihodnosti
- V těsné blízkosti vesnice, východním směrem, na návrší u železniční zastávky, byl lokalizován hrádek s opevněným areálem o průměru 45 m. Keramika zde nalezená svědčí o tom, že existoval od 13. do 15. století.
- Kaple svatého Jana Nepomuckého na návsi z roku 1904
- Dům Doležalů č. 9

## Osobnosti
- Thomas Zach (1922–2016), akademický malíř a grafik

## Fotogalerie

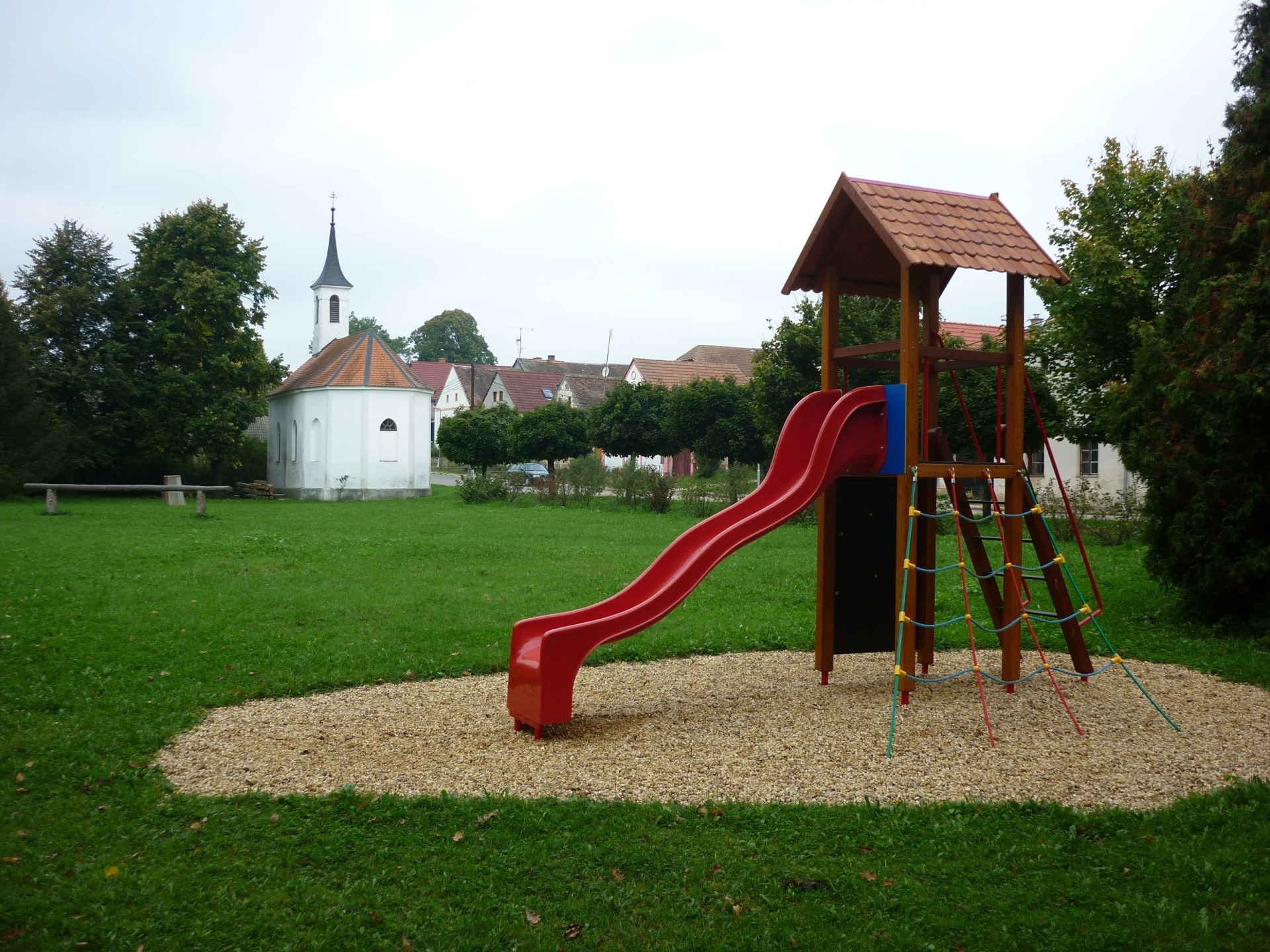
Mutišovská náves
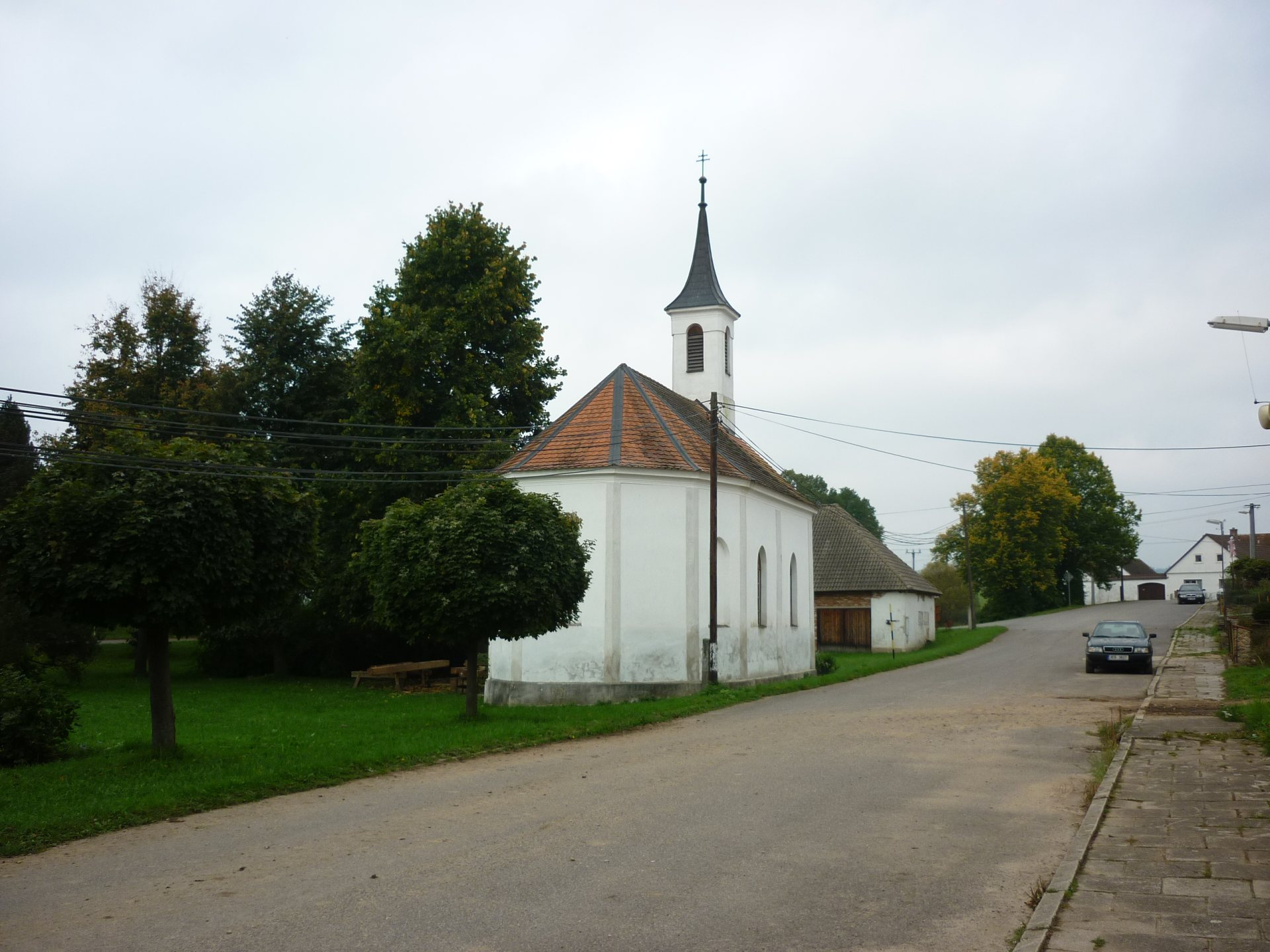
kaple svatého Jana Nepomuckého
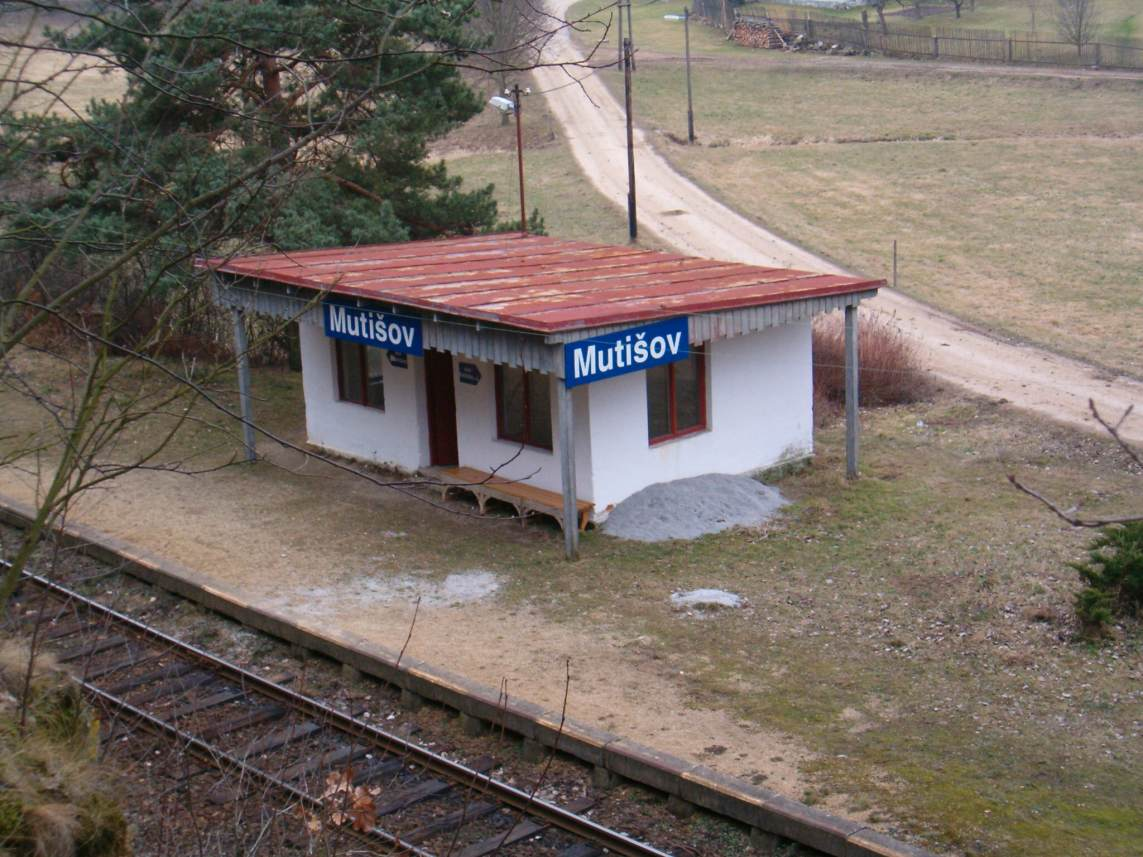
Železniční zastávka v Mutišově